# Ectinosomatidae
Ectinosomatidae é uma família de crustáceos da ordem Harpacticoida.

## Gêneros
- Alophytophilus
- Arenosetella
- Bradya Boeck, 1873
- Bradyellopsis Brian, 1924
- Ectinosoma Boeck, 1865
- Ectinosomella
- Ectinosomoides
- Halectinosoma Lang, 1944
- Halophytophilus Brian, 1919
- Hastigerella Nicholls, 1935
- Helectinsoma
- Kliella
- Klieosoma Hicks e Schriever, 1985
- Lineosoma Wells, 1965
- Microsetella Brady e Robertson, 1873
- Noodtiella
- Oikopus
- Parabradya Lang, 1944
- Pararenosetella
- Peltobradya Médioni e Soyer, 1968
- Pseudectinosoma
- Pseudobradya Sars, 1904
- Rangabradya
- Sigmatidium Giesbrecht, 1881
- Tetanopsis